# Râul Turia, Dârjov
Râul Turia este un curs de apă, afluent al râului Gota. 